# 荒野由次郎
荒野 由次郎（こうの よしじろう、1858年5月20日（安政5年4月8日）- 1911年（明治44年）5月9日）は、明治時代の政治家。貴族院多額納税者議員。

## 経歴
常陸国鹿島郡大船津村（茨城県鹿島郡豊津村、鹿島町を経て現鹿嶋市）の糟谷清兵衛の次男として生まれ、のち同郡中野村大字荒野（大野村、鹿島町を経て現鹿嶋市）の荒野清右衛門の養子となる。農業を営んだ。
1898年（明治31年）茨城県多額納税者として補欠選挙で貴族院議員に互選され、同年7月5日から1899年（明治32年）1月12日まで在任。同年4月18日、補欠選挙で互選され、1904年（明治37年）9月28日まで務めた。